# Platymya
Platymya – rodzaj muchówek z rodziny rączycowatych (Tachinidae).

## Wybrane gatunki
- P. antennata (Brauer & von Bergenstamm, 1891)[2][1]
- P. confusionis (Sellers, 1943)[3]
- P. fimbriata (Meigen, 1824)[2][1]
- P. trisetosa (Coquillett, 1902)[3]